# Campionati europei di 470 2007
I Campionati europei di 470 2007 si sono svolti a Salonicco, in Grecia, dall'1 al 10 giugno 2007.

## Podi
| Evento        | Oro                                         | Argento                                     | Bronzo                                       |
| 470 Open      | Portogallo Álvaro Marinho Miguel Nunes      | Francia Nicolas Charbonnier Olivier Bausset | Italia Gabrio Zandonà Andrea Trani           |
| 470 Femminile | Germania Stefanie Rothweiler Vivien Kussatz | Italia Giulia Conti Giovanna Micol          | Italia Elisabetta Saccheggiani Elisa Cecconi |

## Medagliere
| Posiz. | Nazione    | Oro | Argento | Bronzo | Totale |
| ------ | ---------- | --- | ------- | ------ | ------ |
| 1      | Portogallo | 1   | 0       | 0      | 1      |
| 1      | Germania   | 1   | 0       | 0      | 1      |
| 3      | Italia     | 0   | 1       | 2      | 3      |
| 4      | Francia    | 0   | 0       | 1      | 1      |
| Totale | Totale     | 2   | 2       | 2      | 6      |